# Gary Foote (músico)
Gary Foote es un bajista, arreglista y compositor estadounidense de jazz y jazz rock, nacido en 1962, en Milwaukee, y asentado en Newark (Nueva York). No debe confundirse con el saxofonista británico de rock y acid jazz, Gary Foote.

## Historial
Se trasladó a Florida para estudiar composición en la Florida State University, con Leonid Lipovetsky. Finalizados sus estudios, se traslada a Nueva York, donde toca con Billy Cobham y gira con él por Europa. Toca después con George Benson y Smokey Robinson. Realizará también composiciones, arreglos y participará como bajista, en shows de TV en Harlem, además de colaborar con artistas como "Hall & Oates", P Diddy, Mase, Carl Thomas, Regina Belle y otros. En 1990 se incorpora a la banda de jazz rock Blood, Sweat & Tears, sustituyendo a Jeff Gellis. Permanecerá con ellos hasta 1994, aunque regresará nuevamente entre 1996 y 2011.
En la década de 1990 formó la empresa "Gary Foote Music", un grupo de compositores cuyo objetivo es crear música para TV y trabajos multimedia.